# John Baptist Pitaval
John Baptist Pitaval (français : Jean-Baptiste Pitaval), né le 10 février 1858 à Genilac et mort le 23 mai 1928 à Denver, est un prélat catholique américain. Il est l'archevêque de Santa Fe entre 1909 et 1918. 

## Biographie
Pitaval naît le 10 février 1858 dans la ville de Genilac en France. Il est ordonné sous-diacre au sein de l'archidiocèse de Lyon. 
Pitaval accepte l'invitation de l'évêque Joseph Machebeuf à rejoindre l'archidiocèse de Denver et arrive aux États-Unis en juin 1881. Il complète ses études de théologie au sein du Séminaire Sainte-Marie à Baltimore, dans le Maryland, où il est ordonné diacre par l'archevêque James Gibbons.

### Prêtrise
Le 24 décembre 1881, Pitaval est ordonné prêtre par l'évêque Machebeuf à Denver. Avec Robert Servant, il est l'un des deux premiers prêtres ordonnés dans le Colorado. 
Pitaval s'engage en tant que missionnaire pendant les 21 années suivantes. En premier lieu, il traverse la vallée de San Luis (en) à dos de cheval, et subvient à ses propres besoins en vendant du bétail. En 1890, il est muté à l'église Saint-Paul à Aspen, où il érige une combinaison d'église et de établissement scolaire. En mars 1902, il est nommé à l'église Saint-Colomba à Durango, y demeurant à peine quelques mois. 

### Évêque de Santa Fe
Le 14 mai 1902, Pitaval est nommé évêque auxiliaire de l'archidiocèse de Santa Fe ainsi qu'évêque titulaire de Siora par le pape Léon XIII. Le 25 juillet, il est consacré évêque par l'archevêque Peter Bourgade (en), avec comme co-consécrateur l'évêque Nicholas Chrysostom Matz. 
Pitaval est évêque auxiliaire pendant sept ans, puis, suite au décès de l'archevêque Bourgade, il lui succède et devient archevêque de Santa Fe, ayant été nommé par le pape Pie X le 1er février 1909. Sa nomination est louée par le gouverneur George Curry, le félicitant via un message envoyé depuis Rome.
Au début de la fonction de Pitaval, en 1909, l'archidiocèse compte 127 000 catholiques, 65 prêtres, 45 paroisses, 340 missions, 12 écoles confessionnelles, ainsi que trois hôpitaux. Neuf années plus tard, lorsque Pitaval prend sa retraite, l'archidiocèse compte plus de 140 000 catholiques, 80 prêtres, 46 paroisses, 356 missions, 26 écoles confessionnelles, ainsi que cinq hôpitaux. Parmi les institutions que Pitaval fonde figurent l'orphelinat Saint-Antoine à Albuquerque, ainsi que l'hôpital Sainte-Marie à Gallup. Il érige également une statue de bronze à l'effigie de Jean-Baptiste Lamy, le premier archevêque de Santa Fe, sur le parvis de la cathédrale Saint-François d'Assise. 

### Fin de vie
Pitaval démissionne de son poste d'archevêque de Santa Fe le 29 juillet 1918, en raison, explique-t-il, de sa mauvaise santé et de la volonté d'une nouvelle génération de prêtres. Il reçoit le titre honorifique d'archevêque titulaire d'Amida par le pape Benoît XV. Il se retire dans le Colorado, où il demeure à l'hôpital Saint-Antoine, et y est brièvement chapelain ou aumônier. 
Pitaval meurt à la suite de complications d'une néphrite, d'un diabète, ainsi que d'une cardiopathie, le 23 mai 1928, à l'âge de 70 ans. 

## Succession apostolique
John Baptist Pitaval a ordonné les évêques suivants :
- Évêque Anthony Joseph Schuler, S.J. (1915)
- Archevêque Albert Daeger, O.F.M. (1919)